# Hemiphryxus malindiae
Hemiphryxus malindiae là một loài chân đều trong họ Bopyridae. Loài này được Bruce miêu tả khoa học năm 1974.